# 1367 Nongoma
1367 Nongoma è un asteroide della fascia principale. Scoperto nel 1934, presenta un'orbita caratterizzata da un semiasse maggiore pari a 2,3435689 UA e da un'eccentricità di 0,1309176, inclinata di 22,48472° rispetto all'eclittica.
Dopo l'emissione della MPC 4418, quando 1215 Boyer ricevette la denominazione ufficiale, al 1º febbraio 1980 è stato l'asteroide non denominato con il più basso numero ordinale. Dopo la sua denominazione, il primato è passato a (1426) 1937 GF.
L'asteroide è dedicato all'omonima città del Sudafrica.